# Cernon (Jura)
Cernon – miejscowość i gmina we Francji, w regionie Burgundia-Franche-Comté, w departamencie Jura.
Według danych na rok 1990 gminę zamieszkiwało 268 osób, a gęstość zaludnienia wynosiła 16 osób/km² (wśród 1786 gmin Franche-Comté Cernon plasuje się na 481. miejscu pod względem liczby ludności, natomiast pod względem powierzchni na miejscu 158.).